# 淫婦
淫婦（いんぷ）とは、
- みだらな女[1][2]、多情な女のこと[1]。
- 淫売婦（売春婦）[2]。

## 概説
淫婦とはみだらな女や多情な女のことであり、つまり性に関して、欲望のままに行動していたり道徳意識が欠如していたりして、相手の男性がひとりに定まっておらず、多くの男性との間に情事を持つ女性のことを指すための言葉である。また売春婦を意味することもある。
プログレッシブ英和中辞典でも、淫婦は二つの意味に分けられており、「1 多情で浮気な女」に相当する英語は「flirt」とされており。「2 売春婦」の意味に相当するのは「prostitute」とされている。
淫婦という概念が用いられている例を挙げると、例えば古典的なものであると、新約聖書の『ローマの信徒への手紙』ではキリストとの関係の在り方が様々な比喩で説かれており、六章の終わり（第二段）においては主人と僕の関係に喩えて、良心の問題として語られ、大七章では、夫婦の関係に喩えて願望の問題として扱い、ただ仕えるはずであるといった義務的なことではなく、妻たる者は夫に従うことを願う、それと同じことだ、と語られる。その箇所で淫婦という概念と区別しつつ説明されている。

## 関連する文献
- 大橋 崇行（2008）「淫婦の「境遇」--山田美妙「いちご姫」における〈ゾライズム※〉の理解と受容」 （※ ゾライズム＝　エミール・ゾラ風の作風で小説を書くこと）
- 菅聡子（2007）「<淫婦>の恋--『にごりえ』と『河内屋』の交錯と乖離 (特集 日本文学と恋)」